# جون لينون
جون وينستون أونو لينون (بالإنجليزية: John Winston Ono Lennon) (ولد في 9 أكتوبر عام 1940 – توفي في 8 ديسمبر عام 1980): هو مغنٍّ ومؤلف كلمات وناشط سلام إنجليزي، اكتسب شهرة عالمية بصفته مؤسسًا ومغنيًا وعازف غيتار الإيقاع في فرقة البيتلز. تبقى شراكته في كتابة الأغاني مع بول مكارتني الأكثر نجاحًا عبر التاريخ. بدأ عام 1969 فرقة بلاستيك أونو باند (بالإنجليزية: Plastic Ono Band) مع زوجته الثانية يوكو أونو (بالإنجليزية: Yoko Ono). أكمل لينون مسيرته بصفته فنانًا منفردًا وشريك أونو بعد انفصال فرقة البيتلز عام 1970.
ولد لينون في ليفربول، وانخرط بموسيقى السكيفيل skiffle craze عندما كان مراهقًا. أسس عام 1956 فرقته الأولى ذا كيرومين (بالإنجليزية: the Quarrymen) التي تطورت إلى البيتلز عام 1960. كان في البداية رئيس الفرقة، إلا أن هذا الدور انتقل تدريجيًا إلى بول ماكرتني. تميز لينون بموسيقاه وكتاباته ورسوماته ذات الطبيعة المتمردة والذكاء الحاد في الأفلام والمقابلات. نشر لينون كتابان في منتصف الستينيات: في كتابته الخاصة وإسباني في الأشغال، يحمل كلا الكتابين مجموعة من الكتابات والرسومات التي تندرج تحت نمط الأدب غير المنطقي. تبنت كلماته رسالة مسالمة، بداية بأغنية أول يو نيد إز لف (بالإنجليزية: All You Need Is Love) عام 1967، وقد اعتمدت الحركة المناهضة للحرب وحركة الثقافة المضادة الأكبر بعض أغانيه لأناشيدها.
أنتج لينون بين عامي 1968 و 1972 العديد من التسجيلات مع أونو، من ضمنها ثلاثية ألبومات طليعية، وألبومه الأول المنفرد جون لينون/بلاستيك أونو باند، وأفضل عشرة أغاني منفردة دوليًا «جيف بيس أ تشانس»، و«إنستانت كاراما!»، و«إيماجين»، و«هابي كريسمس (وور إز أوفر)». كانت أفكار لينون مثيرة للجدل خلال نشاطه السياسي والسلمي، فأدى انتقاده لحرب فيتنام إلى محاولة لترحيله من قبل إدارة نيكسون استمرت ثلاث سنوات. في عام 1975 انسحب لينون من قطاع الموسيقى لتربية ابنه الرضيع شون، وعاد عام 1980 بالتعاون مع أونو بألبوم دبل فانتسي. توفي رميًا بالرصاص في ممر شقته في مانهاتن من قِبل أحد المعجبين بفرقة البيتلز يسمى مارك ديفيد تشابمان بعد ثلاثة أسابيع من إطلاق الألبوم.
بحلول عام 2018، تجاوزت مبيعات ألبومات لينون المنفردة 72 مليون ألبوم حول العالم. في عام 2002، حصل على المركز الثامن بالتصويت على لائحة البي بي سي لأعظم مئة بريطاني، وفي عام 2008، صنفته الرولينج ستون على أنه خامس أفضل مطرب على مر التاريخ. عام 1987، قُلد عضوًا في الصالة الفخرية لمؤلفي الأغاني، وقُلد أيضًا عضوًا في الصالة الفخرية للروك آند رول مرتان، المرة الأولى عضو فرقة البيلتز عام 1988، والمرة الثانية بصفته فنانًا منفردًا عام 1994.

## سيرته

### 1940-1957: السنوات المبكرة
وُلد لينون في 9 أكتوبر عام 1940 في مستشفى ليفربول للولادة لوالديه جوليا (ستانلي قبل الزواج) (1914-1958) وألفريد لينون (1912-1976). كان ألفريد بحارًا تجاريًا من أصل أيرلندي وكان بعيدًا عند ولادة ابنه. أطلق والداه عليه اسم جون وينستون لينون على اسم جده جون «جاك» لينون، ورئيس الوزراء وينستون تشرشل. كان والده غالبًا بعيدًا عن المنزل ولكنه كان يرسل شيكات مدفوعة الأجر بانتظام إلى طريق نيوكاسل 9، ليفربول، حيث عاش لينون مع والدته، إلا أن الشيكات توقفت عندما غاب في فبراير 1944. عرض ألفريد رعاية الأسرة عندما عاد أخيرًا إلى المنزل بعد ستة أشهر، لكن جوليا التي كانت حاملًا في ذلك الوقت بطفل من رجل آخر رفضت الفكرة.
أعطت جوليا شقيقتها ميمي حضانة لينون بعد أن اشتكت ميمي من الخدمات الاجتماعية في ليفربول مرتين. في يوليو 1946، زارها والد لينون واقتاد ابنه إلى بلاكبول، وكان ينوي الهجرة إلى نيوزيلندا معه سرًا. تبعتهم جوليا مع شريكها في ذلك الوقت بوبي ديكينز، وبعد جدال ساخن أجبره والده على الاختيار بينهما، كان لينون يبلغ من العمر آنذاك خمس سنوات. في إحدى روايات هذه الحادثة، اختار لينون والده مرتين، لكن بينما كانت والدته تمشي بدأ في البكاء وتبعها. وفقًا للمؤلف مارك لويسون، وافق والدا لينون على أن جوليا ينبغي أن تأخذه وتوفر له بيتًا. قال بيلي هول وهو أحد الشهود على الحادثة إن التصوير الدرامي لجون لينون الصغير الذي أُجبر على اتخاذ قرار بين والديه غير دقيق. لم يتواصل لينون مع ألفريد لمدة تقارب 20 عامًا منذ الحادثة.

عاش لينون طيلة طفولته ومراهقته في منديبس، 251 منلوف أفينيو، وولتون، مع ميمي وزوجها جورج توغود سميث، اللذين لم يكن لديهما أطفال. اشترت عمته له كميات من القصص القصيرة، واشترى له عمه الذي يعمل في تحضير الألبان في مزرعة عائلته هارمونيكا وأشركه في حل الألغاز المتقاطعة. كانت جوليا تزور منديبس بانتظام، وزارها جون كثيرًا في بلومفيلد روود 1، ليفربول عندما كان في سن 11 عامًا، حيث أسمعته أسطوانات إلفيس بريسلي، وعلمته البانجو، وأرته كيف يعزف أغنية «آينت ذات أ شيم» لفاتس دومينو. في سبتمبر 1980، علق لينون على عائلته وطبيعته المتمردة:
جزء مني يرغب في أن أكون مقبولًا من جميع جوانب المجتمع وألا أكون هذا الشاعر/ الموسيقي المجنون الصاخب. لكنني لا أستطيع أن أكون ما لست عليه ... كنت الشخصة الذي يقول جميع آباء الأولاد الآخرين لهم -بمن فيهم والد بول- «ابقوا بعيدين عنه» ... لقد أدرك الآباء غريزيًا أنني كنت مسببًا للمشاكل، وهذا يعني أنني لم أُطع القواعد مؤثرًا على أطفالهم، وهذا ما فعلته. لقد بذلت قصارى جهدي لإيقاع الفوضى في بيت كل صديق ... جزئيًا بسبب الحسد لأنه لم يكن لدي هذا البيت المزعوم ... لكنني فعلت ... كان هناك خمس نساء هم عائلتي. خمس نساء قويات وذكيات وجميلات، خمس أخوات. واحدة منهن هي والدتي، لم تستطع التعامل مع الحياة، كانت الأصغر وزوجها هرب إلى البحر والحرب مستمرة ولم تستطع التعامل معي، وانتهى بي الأمر بالعيش مع شقيقتها الكبرى. كانت هؤلاء النساء رائعات ... وكان ذلك أول تعليم نسوي أحصل عليه ... كنتُ أتسلل إلى عقول الأولاد الآخرين وأقول: «الآباء ليسوا آلهة لأنني لا أعيش مع والديَ، ولهذا، أنا أعرف»
زار لينون بانتظام ابن عمه ستانلي باركس في فليتوود حيث كان باركس يأخذه في رحلات إلى دور السينما المحلية. في أثناء العطلات المدرسية، زار باركس لينون مع ابنة عمهم ليلى هارفي غالبًا، وكانوا يسافرون إلى بلاكبول مرتين أو ثلاثة خلال الأسبوع لمشاهدة العروض، ويزورون بلاكبول تاور سيركس أيضًا، ويشاهدون فنانين مثل ديكي فالنتين وآرثر أسكي وماكس بيجريفز وجو لوس، ويذكر باركس بأن لينون كان يحب بشكل خاص جورج فورمبي. بعد انتقال عائلة باركس إلى اسكتلندا، كان أبناء العمومة الثلاثة يقضون عطلهم المدرسية هناك. ويتذكر باركس قائلًا: «كنا أنا وجون وليلى قريبين جدًا، كنا نقود السيارة من إدنبرة حتى حقل العائلة في دورنيس في الوقت الذي كان عمر جون 9 سنوات حتى أصبح 16 سنة». توفي عم لينون جورج بسبب نزيف في الكبد في 5 يونيو 1955 عن عمر 52 عامًا.

## الأعمال الموسيقية
- Unfinished Music No.1: Two Virgins (عام 1968)
- Unfinished Music No.2: Life with the Lions (عام 1969)
- Wedding Album (عام 1969)
- John Lennon/Plastic Ono Band (عام 1970)
- Imagine (عام 1971)
- Some Time in New York City (عام 1972)
- Mind Games (عام 1973)
- Walls and Bridges (عام 1974)
- Rock 'n' Roll (عام 1975)
- Double Fantasy (عام 1980)

## وصلات خارجية
- جون لينون على موقع IMDb (الإنجليزية)
- جون لينون على موقع ميتاكريتيك (الإنجليزية)
- جون لينون على موقع الموسوعة البريطانية (الإنجليزية)
- جون لينون على موقع روتن توميتوز (الإنجليزية)
- جون لينون على موقع مونزينجر (الألمانية)
- جون لينون على موقع قاعدة بيانات الأفلام العربية
- جون لينون على موقع ألو سيني (الفرنسية)
- جون لينون على موقع ميوزك برينز (الإنجليزية)
- جون لينون على موقع رولينغ ستون (الإنجليزية)
- جون لينون على موقع تيرنر كلاسيك موفيز (الإنجليزية)
- الموقع الرسمي